# Domingas Togna
Domingas Embana Togna (ur. 14 czerwca 1981)  – lekkoatletka z Gwinei Bissau, uprawiająca biegi długo- i średniodystansowe. Olimpijka z Pekinu.
Nie ukończyła biegu maratońskiego na mistrzostwach świata w Osace (2007). W roku 2008 reprezentowała swój kraj na igrzyskach w Pekinie, w biegu na 1500 metrów kobiet osiągnęła czas 5:05,76, co nie zapewniło jej awansu do ćwierćfinału.

## Rekordy życiowe
| Dystans        | Wynik   | Miejsce | Data             |
| -------------- | ------- | ------- | ---------------- |
| Bieg na 1500 m | 5:05,76 | Pekin   | 21 sierpnia 2008 |
| Półmaraton     | 1:33:06 | Algier  | 20 lipca 2007    |